# Henri Grégoire (byzantiniste)
Ne pas confondre avec l’abbé Henri Grégoire
Pour les articles homonymes, voir Grégoire.
Henri Grégoire, né le 21 mars 1881 à Huy, mort le 28 septembre 1964 à Bruxelles, est un philologue et historien belge de langue française spécialiste de l'Empire byzantin.

## Biographie
Étudiant, il va suivre en Allemagne les cours d'Ulrich von Wilamowitz-Moellendorff et de Karl Krumbacher, passe trois ans comme membre étranger de l'École française d'Athènes sous la direction de Maurice Holleaux, puis est élève à l'École pratique des hautes études et, pour le syriaque, à l'Institut catholique de Paris. De retour en Belgique en 1909, il est nommé chargé de cours sur une chaire de philologie grecque à l'Université libre de Bruxelles, chaire qui reste la sienne jusqu'à sa retraite. Son enseignement se centre progressivement sur les périodes byzantine et moderne. Il est virtuellement le fondateur des études byzantines en Belgique. Sa réputation de byzantiniste prend de l'ampleur à partir de 1923, année où un Congrès international des études byzantines se tient à Bruxelles, ce qui est pour lui l'occasion d'organiser une section byzantine dans son université. L'année suivante, en 1924, il fonde la revue Byzantion. De 1925 à 1927, invité par le roi Fouad Ier, il est doyen de la Faculté des lettres du Caire, puis, revenu à Bruxelles, doyen de celle de l'Université libre de 1929 à 1932. Cette dernière année, il crée les Annuaires de l'Institut de Philologie et d'Histoire orientale et slave de l'Université libre.
Pendant la Seconde guerre mondiale il s'exile aux États-Unis, où il enseigne comme « Sather professor » à l'université de Californie à Berkeley, et surtout à la New School for Social Research de New York, où il est membre fondateur et président de l'École libre des hautes études, un foyer de culture franco-belge animé par des exilés. À partir de 1946, il est rédacteur en chef à Bruxelles de la Nouvelle Clio, journal de vulgarisation dans le domaine historique. Il est également rédacteur du Flambeau (sous-titré Revue belge des questions politiques et littéraires).
Il est membre de l'Académie royale de Belgique à partir de 1931, correspondant de l'Académie des inscriptions et belles-lettres à partir de 1936 et associé étranger de cette compagnie à partir de 1951, membre de l'Académie des Sciences de Bavière à partir de 1950. En 1948, il est parmi les fondateurs de l'Association internationale des études byzantines.
Entre 1900 et 1964, il produit plus de six cents mémoires et articles scientifiques. Comme helléniste classique, il édite Euripide dans la Collection des Universités de France, et, avec son collègue de l'Université libre Marc-Antoine Kugener, la Vie de Porphyre, évêque de Gaza de Marc le Diacre (1930). Comme byzantiniste, son ouvrage le plus ample et le plus marquant est une monographie en grec moderne intitulée Digénis Akritas et l'épopée byzantine, qui renouvelle son sujet. Nombre de ses travaux portent notamment sur l'empereur Constantin (particulièrement la Vie attribuée à Eusèbe de Césarée), sur les factions du cirque à Byzance, sur la dynastie amorienne du IXe siècle, sur l'histoire des hérésies byzantines et para-byzantines (notamment les monophysites et les Pauliciens). Il s'intéressa aussi aux peuples voisins de l'empire byzantin (Slaves, Bulgares, Khazars, Arméniens, Roumains...). Polyglotte, il traduit en français de nombreux travaux de langue anglaise, allemande ou russe.